# Élections législatives allemandes de 1898

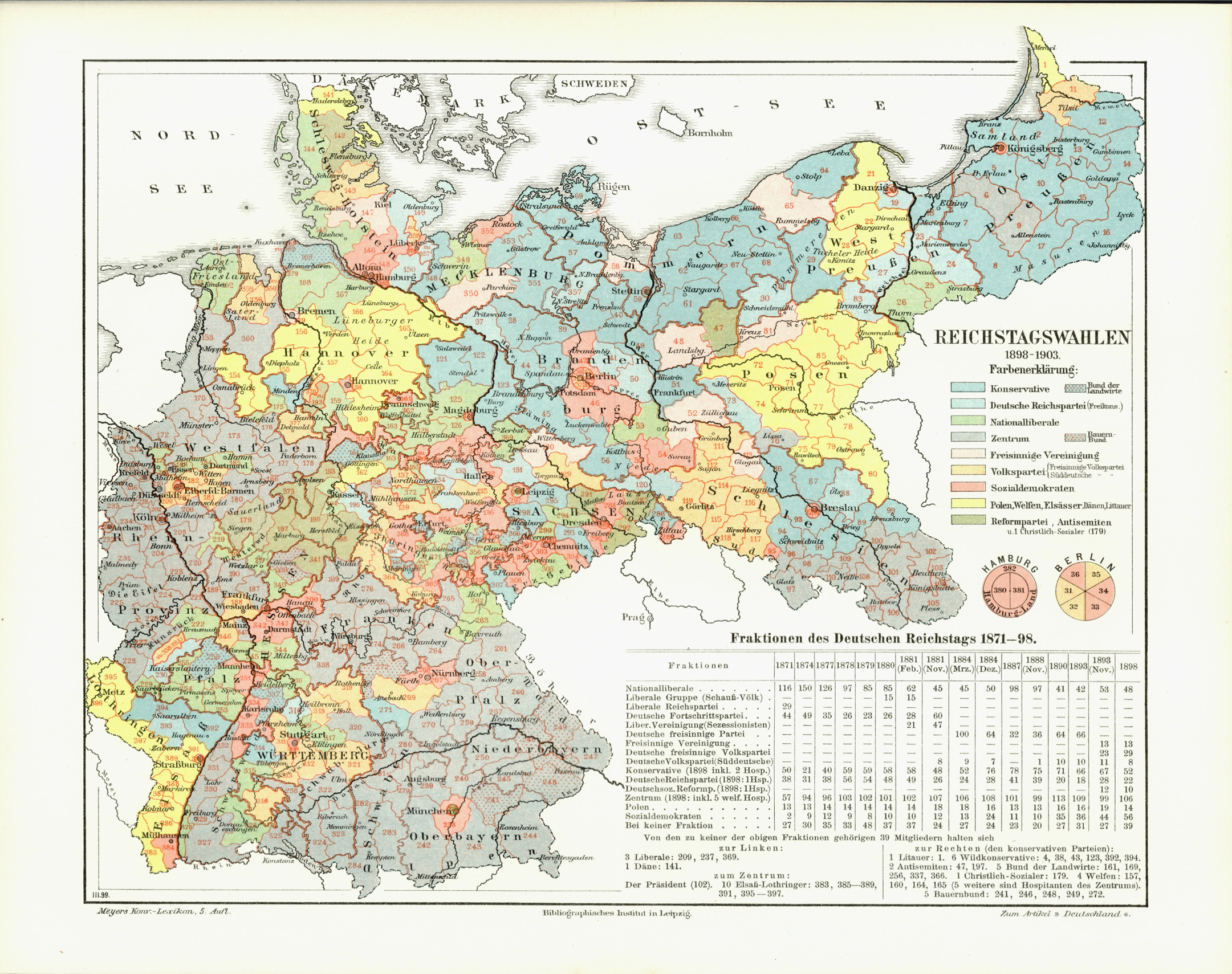
Résultats des élections par circonscription.

Les élections législatives allemandes de 1898 permettent d'élire pour la 10e fois les députés du Reichstag. Elles ont lieu le 16 juin 1898. La participation atteint 68 %, ce qui est un peu moins élevé qu'aux élections précédentes.
Les partis du cartel que sont les partis conservateur, conservateur libre et national-libéral, y perdent des sièges. Les sociaux-démocrates progressent une nouvelle fois, étant de nouveau le parti recevant le plus de suffrages. Au niveau des sièges, le découpage électoral en fait la seconde force politique derrière le Zentrum qui a pourtant récolté 9 % de voix en moins que le SPD.
Le chancelier impérial Clovis de Hohenlohe-Schillingsfürst, qui a succédé à Leo von Caprivi, s'appuie surtout sur le Zentrum et les nationalistes du Parti populaire radical depuis son arrivée au pouvoir. Ce soutien du Zentrum se maintient après ces élections et est maintenue par le chancelier suivant Bernhard von Bülow qui entre en fonction en 1900. On peut prendre pour exemple les votes des lois Arons et du tarif douanier de 1902. Toutefois lors du projet de loi sur les prisons (de) en 1900 le Zentrum s'allie aux sociaux-démocrates et aux libéraux contre cette loi visant à établir une justice d'exception contre les ouvriers, les syndicats et les sociaux-démocrates.
Comme lors des élections précédentes, les partis représentants des intérêts particuliers, par exemple les fédérations agricoles, progressent. Les antisémites s'enracinent également dans le paysage politique allemand.

## Résultats
| Famille politique | Famille politique | Parti | Parti                         | Voix       | Voix   | Voix | Sièges, | Sièges, | Sièges, |
| Famille politique | Famille politique | Parti | Parti                         | en million | en %   | +/-  | nb      | en %    | +/-     |
| ----------------- | ----------------- | ----- | ----------------------------- | ---------- | ------ | ---- | ------- | ------- | ------- |
| Conservateur      | Conservateur      |       | Conservateur                  | 0,859      | 11,1 % | −2,4 | 56      | 14,1 %  | −16     |
| Conservateur      | Conservateur      |       | Conservateur libre            | 0,344      | 4,4 %  | −1,3 | 22      | 5,5 %   | −6      |
| Conservateur      | Conservateur      |       | Autres conservateurs          | n/a        | n/a    | n/a  | 1       | 0,3 %   | +1      |
| Libéraux          | Droit             |       | National-libéral              | 0,971      | 12,5 % | −0,5 | 48      | 12,1 %  | −4      |
| Libéraux          |                   |       | Autres libéraux               | n/a        | n/a    | n/a  | 3       | 0,8 %   | +1      |
| Libéraux          | Modéré            |       | Union radicale (FVg)          | 0,196      | 2,5 %  | −0,9 | 13      | 3,2 %   | ±0      |
| Libéraux          | Gauche            |       | Parti populaire radical (FVp) | 0,558      | 7,2 %  | −1,5 | 29      | 7,3 %   | +5      |
| Libéraux          | Gauche            |       | Populaire                     | 0,109      | 1,4 %  | −0,8 | 8       | 2,0 %   | −3      |
| Catholique        | Catholique        |       | Zentrum                       | 1,455      | 18,8 % | −0,3 | 102     | 25,7 %  | +6      |
| Socialiste        | Socialiste        |       | Sociaux-démocrates (SPD)      | 2,107      | 27,2 % | +3,9 | 56      | 14,1 %  | +12     |
| Autres            | Autres            |       | Minorités                     | 0,407      | 6,1 %  | +0,1 | 35      | 8,8 %   | ±0      |
| Autres            | Autres            |       | Partis agricoles              | 0,251      | 3,2 %  | +2,3 | 11      | 2,8 %   | +7      |
| Autres            | Autres            |       | Antisémites                   | 0,284      | 3,7 %  | +0,3 | 13      | 3,3 %   | −3      |
| Autres            | Autres            |       | Divers                        | 0,148      | 1,9 %  | +1,1 | -       | -       | ±0      |
| Total             | Total             | Total | Total                         | 7,752      | 100 %  |      | 397     | 100 %   |         |

1. ↑  Welf 9 (+2), Polonais 14 (-5), Danois 1 (±0), Alsace-Lorraine 10 (+2), Lituanien 1 (+1).
2. ↑  Fédération des agriculteurs 6 (+6), Fédération paysanne bavaroise 5 (+1).
3. ↑  Parti social allemand de la réforme 10 (+10), Parti populaire antisémite 2 (+2), Parti chrétien-social 1 (+1).

## Groupes parlementaires
Tous les députés ne rejoignent pas le groupe parlementaire de leur parti, certains restent également sans groupe parlementaire. Les députés Welf viennent s'ajouter au groupe Zentrum. À cause de décès et de non acceptation de mandats, le parlement n'a que 394 députés à son ouverture. Les effectifs des différents groupes parlementaires sont les suivants :
| Zentrum                      | 106 |
| Sociaux-démocrates (SPD)     | 56  |
| Conservateur                 | 52  |
| National-libéral             | 48  |
| Parti populaire radical      | 29  |
| Conservateur libre           | 22  |
| Polonais                     | 14  |
| Union radicale               | 13  |
| Parti allemand de la réforme | 10  |
| Parti populaire              | 8   |
| Indépendants                 | 39  |